# Lista planetelor minore/121401–121500
Aceasta este Lista planetelor minore/121401–121500; pentru a naviga prin lista completă vezi Lista planetelor minore.
Pentru ale detalii vezi și Proiect:Astronomie sau Portal:Astronomie.
| Nume     | Denumire provizorie | Data descoperirii | Locul descoperirii | Descoperitor(i) |
| -------- | ------------------- | ----------------- | ------------------ | --------------- |
| 121401 - | 1999 TX129          | 6 octombrie 1999  | Socorro            | LINEAR          |
| 121402 - | 1999 TK131          | 6 octombrie 1999  | Socorro            | LINEAR          |
| 121403 - | 1999 TL131          | 6 octombrie 1999  | Socorro            | LINEAR          |
| 121404 - | 1999 TW132          | 6 octombrie 1999  | Socorro            | LINEAR          |
| 121405 - | 1999 TZ134          | 6 octombrie 1999  | Socorro            | LINEAR          |
| 121406 - | 1999 TR135          | 6 octombrie 1999  | Socorro            | LINEAR          |
| 121407 - | 1999 TB138          | 6 octombrie 1999  | Socorro            | LINEAR          |
| 121408 - | 1999 TD139          | 6 octombrie 1999  | Socorro            | LINEAR          |
| 121409 - | 1999 TB140          | 6 octombrie 1999  | Socorro            | LINEAR          |
| 121410 - | 1999 TH141          | 15 octombrie 1999 | Socorro            | LINEAR          |
| 121411 - | 1999 TR141          | 6 octombrie 1999  | Socorro            | LINEAR          |
| 121412 - | 1999 TW141          | 7 octombrie 1999  | Socorro            | LINEAR          |
| 121413 - | 1999 TW142          | 7 octombrie 1999  | Socorro            | LINEAR          |
| 121414 - | 1999 TA144          | 7 octombrie 1999  | Socorro            | LINEAR          |
| 121415 - | 1999 TR144          | 7 octombrie 1999  | Socorro            | LINEAR          |
| 121416 - | 1999 TG146          | 7 octombrie 1999  | Socorro            | LINEAR          |
| 121417 - | 1999 TL146          | 7 octombrie 1999  | Socorro            | LINEAR          |
| 121418 - | 1999 TO147          | 7 octombrie 1999  | Socorro            | LINEAR          |
| 121419 - | 1999 TW147          | 7 octombrie 1999  | Socorro            | LINEAR          |
| 121420 - | 1999 TD148          | 7 octombrie 1999  | Socorro            | LINEAR          |
| 121421 - | 1999 TR148          | 7 octombrie 1999  | Socorro            | LINEAR          |
| 121422 - | 1999 TD149          | 7 octombrie 1999  | Socorro            | LINEAR          |
| 121423 - | 1999 TR149          | 7 octombrie 1999  | Socorro            | LINEAR          |
| 121424 - | 1999 TP151          | 7 octombrie 1999  | Socorro            | LINEAR          |
| 121425 - | 1999 TV152          | 7 octombrie 1999  | Socorro            | LINEAR          |
| 121426 - | 1999 TX153          | 7 octombrie 1999  | Socorro            | LINEAR          |
| 121427 - | 1999 TJ158          | 7 octombrie 1999  | Socorro            | LINEAR          |
| 121428 - | 1999 TY162          | 9 octombrie 1999  | Socorro            | LINEAR          |
| 121429 - | 1999 TL164          | 10 octombrie 1999 | Socorro            | LINEAR          |
| 121430 - | 1999 TZ165          | 10 octombrie 1999 | Socorro            | LINEAR          |
| 121431 - | 1999 TX168          | 10 octombrie 1999 | Socorro            | LINEAR          |
| 121432 - | 1999 TG171          | 10 octombrie 1999 | Socorro            | LINEAR          |
| 121433 - | 1999 TL175          | 10 octombrie 1999 | Socorro            | LINEAR          |
| 121434 - | 1999 TS178          | 10 octombrie 1999 | Socorro            | LINEAR          |
| 121435 - | 1999 TD180          | 10 octombrie 1999 | Socorro            | LINEAR          |
| 121436 - | 1999 TZ182          | 11 octombrie 1999 | Socorro            | LINEAR          |
| 121437 - | 1999 TT183          | 12 octombrie 1999 | Socorro            | LINEAR          |
| 121438 - | 1999 TA184          | 12 octombrie 1999 | Socorro            | LINEAR          |
| 121439 - | 1999 TK184          | 12 octombrie 1999 | Socorro            | LINEAR          |
| 121440 - | 1999 TY184          | 12 octombrie 1999 | Socorro            | LINEAR          |
| 121441 - | 1999 TA185          | 12 octombrie 1999 | Socorro            | LINEAR          |
| 121442 - | 1999 TE186          | 12 octombrie 1999 | Socorro            | LINEAR          |
| 121443 - | 1999 TP186          | 12 octombrie 1999 | Socorro            | LINEAR          |
| 121444 - | 1999 TN188          | 12 octombrie 1999 | Socorro            | LINEAR          |
| 121445 - | 1999 TH189          | 12 octombrie 1999 | Socorro            | LINEAR          |
| 121446 - | 1999 TR189          | 12 octombrie 1999 | Socorro            | LINEAR          |
| 121447 - | 1999 TO191          | 12 octombrie 1999 | Socorro            | LINEAR          |
| 121448 - | 1999 TR191          | 12 octombrie 1999 | Socorro            | LINEAR          |
| 121449 - | 1999 TU193          | 12 octombrie 1999 | Socorro            | LINEAR          |
| 121450 - | 1999 TO194          | 12 octombrie 1999 | Socorro            | LINEAR          |
| 121451 - | 1999 TP197          | 12 octombrie 1999 | Socorro            | LINEAR          |
| 121452 - | 1999 TW198          | 12 octombrie 1999 | Socorro            | LINEAR          |
| 121453 - | 1999 TE199          | 12 octombrie 1999 | Socorro            | LINEAR          |
| 121454 - | 1999 TA202          | 13 octombrie 1999 | Socorro            | LINEAR          |
| 121455 - | 1999 TM205          | 13 octombrie 1999 | Socorro            | LINEAR          |
| 121456 - | 1999 TQ206          | 14 octombrie 1999 | Socorro            | LINEAR          |
| 121457 - | 1999 TU206          | 14 octombrie 1999 | Socorro            | LINEAR          |
| 121458 - | 1999 TX206          | 14 octombrie 1999 | Socorro            | LINEAR          |
| 121459 - | 1999 TQ207          | 14 octombrie 1999 | Socorro            | LINEAR          |
| 121460 - | 1999 TW207          | 14 octombrie 1999 | Socorro            | LINEAR          |
| 121461 - | 1999 TX208          | 14 octombrie 1999 | Socorro            | LINEAR          |
| 121462 - | 1999 TB209          | 14 octombrie 1999 | Socorro            | LINEAR          |
| 121463 - | 1999 TE209          | 14 octombrie 1999 | Socorro            | LINEAR          |
| 121464 - | 1999 TO209          | 14 octombrie 1999 | Socorro            | LINEAR          |
| 121465 - | 1999 TJ214          | 15 octombrie 1999 | Socorro            | LINEAR          |
| 121466 - | 1999 TQ214          | 15 octombrie 1999 | Socorro            | LINEAR          |
| 121467 - | 1999 TT217          | 15 octombrie 1999 | Socorro            | LINEAR          |
| 121468 - | 1999 TD219          | 1 octombrie 1999  | Catalina           | CSS             |
| 121469 - | 1999 TW221          | 1 octombrie 1999  | Catalina           | CSS             |
| 121470 - | 1999 TJ223          | 2 octombrie 1999  | Anderson Mesa      | LONEOS          |
| 121471 - | 1999 TO225          | 2 octombrie 1999  | Kitt Peak          | Spacewatch      |
| 121472 - | 1999 TS225          | 2 octombrie 1999  | Kitt Peak          | Spacewatch      |
| 121473 - | 1999 TC226          | 2 octombrie 1999  | Kitt Peak          | Spacewatch      |
| 121474 - | 1999 TE228          | 1 octombrie 1999  | Kitt Peak          | Spacewatch      |
| 121475 - | 1999 TK228          | 12 octombrie 1999 | Socorro            | LINEAR          |
| 121476 - | 1999 TE232          | 5 octombrie 1999  | Catalina           | CSS             |
| 121477 - | 1999 TX232          | 7 octombrie 1999  | Socorro            | LINEAR          |
| 121478 - | 1999 TG233          | 3 octombrie 1999  | Socorro            | LINEAR          |
| 121479 - | 1999 TM236          | 3 octombrie 1999  | Catalina           | CSS             |
| 121480 - | 1999 TH240          | 4 octombrie 1999  | Catalina           | CSS             |
| 121481 - | 1999 TY240          | 4 octombrie 1999  | Catalina           | CSS             |
| 121482 - | 1999 TC241          | 4 octombrie 1999  | Catalina           | CSS             |
| 121483 - | 1999 TO242          | 4 octombrie 1999  | Catalina           | CSS             |
| 121484 - | 1999 TP243          | 6 octombrie 1999  | Kitt Peak          | Spacewatch      |
| 121485 - | 1999 TF244          | 7 octombrie 1999  | Catalina           | CSS             |
| 121486 - | 1999 TX245          | 7 octombrie 1999  | Catalina           | CSS             |
| 121487 - | 1999 TY253          | 11 octombrie 1999 | Anderson Mesa      | LONEOS          |
| 121488 - | 1999 TH254          | 8 octombrie 1999  | Catalina           | CSS             |
| 121489 - | 1999 TP255          | 9 octombrie 1999  | Kitt Peak          | Spacewatch      |
| 121490 - | 1999 TQ255          | 9 octombrie 1999  | Kitt Peak          | Spacewatch      |
| 121491 - | 1999 TV256          | 9 octombrie 1999  | Socorro            | LINEAR          |
| 121492 - | 1999 TN262          | 15 octombrie 1999 | Anderson Mesa      | LONEOS          |
| 121493 - | 1999 TO263          | 15 octombrie 1999 | Kitt Peak          | Spacewatch      |
| 121494 - | 1999 TE267          | 3 octombrie 1999  | Socorro            | LINEAR          |
| 121495 - | 1999 TQ267          | 3 octombrie 1999  | Socorro            | LINEAR          |
| 121496 - | 1999 TB269          | 3 octombrie 1999  | Socorro            | LINEAR          |
| 121497 - | 1999 TN270          | 3 octombrie 1999  | Socorro            | LINEAR          |
| 121498 - | 1999 TB272          | 3 octombrie 1999  | Socorro            | LINEAR          |
| 121499 - | 1999 TD272          | 3 octombrie 1999  | Socorro            | LINEAR          |
| 121500 - | 1999 TF273          | 5 octombrie 1999  | Socorro            | LINEAR          |